# الحجارة الكاذبة لمراكش
الحجارة الكاذبة لمراكش المجلد التاسع من المقالات اًلتي جمعها عالم الحفريات بجامعة هارفارد ستيفن جاي غولد وتم نسخ مقالاته من عموده الشهري في مجلة التاريخ الطبيعي الذي يساهم فيه غولد لمدة 27 عام يتناول الكتاب موضوعات مألوفة مشابهة لمايكتب غولد حول التطور وسيرة العلوم والاحتمالات.
في كتابه التاسع من المقالات ، يقدم العالم ستيفن جاي غولد الأكثر مبيعًا منظورًا لا لبس فيه عن التاريخ الطبيعي والأشخاص الذين حاولوا فهمه. يخطط غولد لإسقاط الستار عن ما يقارب ثلاثين عامًا من عمله كمحرر شهري لمجلة التاريخ الطبيعي وهو مجموعة المقالات الأخيرة من أحد أشهر علماء اللغة في عصرنا. يروي ستيفن غولد ثراء وسحر الحياة المختلفة التي غذّت مشروع العلم وفتحت أعيننا لعالم من العجائب غير المتوقعة.
يعالج الجزء الأول الفقرة الأكثر استيعابًا في موضوع غولد نفسه، أي علم الحفريات وهو صراع ما قبل التاريخ (من القرن السادس عشر إلى أوائل القرن الثامن عشر) لفهم أصل الحفريات بينما كان العلم الناشئ يتعامل مع أعمق الأسئلة حول طبيعة السببية، هل الأحافير هي بقايا الكائنات الحية القديمة على أرض قديمة ؟ أو مظاهر نظام مستقر وعالمي يعبر عنها بشكل رمزي عن طريق المراسلات بين ممالك الطبيعة الثلاثة الحيوان والمعادن والنباتات.
في الجزء الثاني ناقش الكتاب الربط بين الوقت والمادة، وتجمع مجموعة من الأشخاص المميزين في التاريخ الذين درسوا التاريخ الطبيعي في أواخر القرن الثاني عشر وإلى أوائل القرن التاسع عشر من فرنسا حيث كان هناك مجموعة تضم بعض أكثر العقول الاستثنائية مثل جورج بوفون وأنطوان لافوزييه وجان لامارك اخترعوا الدراسة العلمية للتاريخ الطبيعي في عصر الثورة .
لا تتحدث الأجزاء الثلاثة الأخيرة من الكتاب عن السيرة الذاتية بشكل صريح ، لكنها تستخدم نفس الجهاز الذي يجسد تجريدًا داخل مادة معينة يمكن معالجتها بتفاصيل كافية وتركيز فوري للملاءمة داخل مقالة.
```
تقدم فقرة الجزء الرابع بعض التجارب في الشكل الأدبي المختلف للأشياء القصيرة أما الجزء الخامس ،حول مواضيع علمية ذات عواقب اجتماعية أكثر وضوحًا  يستخدم أيضًا السيرة الذاتية ، ولكن بطريقة مختلفة ، لربط القصص السابقة بالواقع الحالي .
```